# 罗萨泰
罗萨泰（義大利語：Rosate），是意大利米兰省的一个市镇。总面积18平方公里，人口5336人，人口密度296.4人/平方公里（2009年）。国家统计（ISTAT）代码为015188。

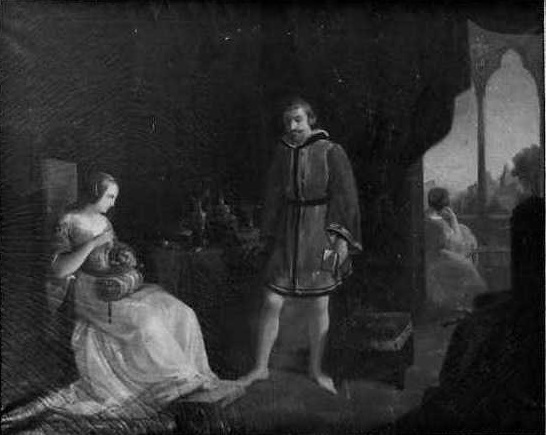
巴尔佐的比切在罗斯特城堡, 文琴佐·佩特罗切利, 油画，1840

## 友好城市
- 波蘭Tarnowo Podgórne（英语：Gmina Tarnowo Podgórne）
- 德国Rohrdorf（英语：Rohrdorf, Bavaria）

## 关联链接
- 罗萨特城堡